# حاجی تو
حاجی تو روستایی است از توابع بخش قلقل رود شهرستان تویسرکان در استان همدان ایران.

## جمعیت
این روستا در دهستان قلقل رود قرار داشته و براساس آخرین سرشماری مرکز آمار ایران که در سال ۱۳۹۵ صورت گرفته، جمعیت آن ۳۲۴ نفر (۱۱۱ خانوار) بوده‌است.